# Chiesa dei Santi Pietro e Paolo (Cagliari)
La chiesa parrocchiale dei santi Pietro e Paolo è una chiesa cattolica di Cagliari, situata nel quartiere Is Mirrionis. La parrocchia fa parte dell'omonima vicaria dell'Arcidiocesi di Cagliari.

## Storia

### Nascita e prime collocazioni
La parrocchia è stata eretta il 28 novembre 1967, da mons. Paolo Botto. Il territorio della nuova parrocchia fu ricavato dal trasferimento di porzioni di circoscrizione delle confinanti parrocchie della  Medaglia Miracolosa, di  Sant'Eusebio e della  Santissima Annunziata.
In un primo momento le attività parrocchiali si svolsero in un magazzino della via Is Mirrionis, sotto la guida del parroco fondatore, don Piergiorgio Cara, ma in seguito fu concessa in uso alla parrocchia una piccola parte di un capannone militare che durante la seconda guerra mondiale fungeva da caserma. Si adattò quel luogo a piccola cappella. In seguito la concessione fu ampliata, con l'aggiunta dell'altra parte del medesimo caseggiato.  Il 7 settembre 1970 diventa parroco don Bruno Prost, che lo sarà fino al 29 settembre 1991 data di ingresso del suo successore don Mosè Marcia che reggerà la parrocchia fino al 25 gennaio 2001. Da quella data e fino al 1 novembre 2001 sarà parroco don Giampiero Cara, al quale subentrerà don Federico Locci, attuale parroco.

### Il crollo dell'edificio
In prossimità della Pasqua del 1996, la caduta di una parte del tetto portò alla chiusura della chiesa parrocchiale. La comunità fu ospitata provvisoriamente prima nella vicina Facoltà di Ingegneria e in seguito nuovamente nel terreno adiacente alla chiesa, in una tenda militare poi sostituita da una serra adattata all'uso liturgico nella quale per sei anni e cinque mesi si svolsero le celebrazioni.

### La nuova chiesa

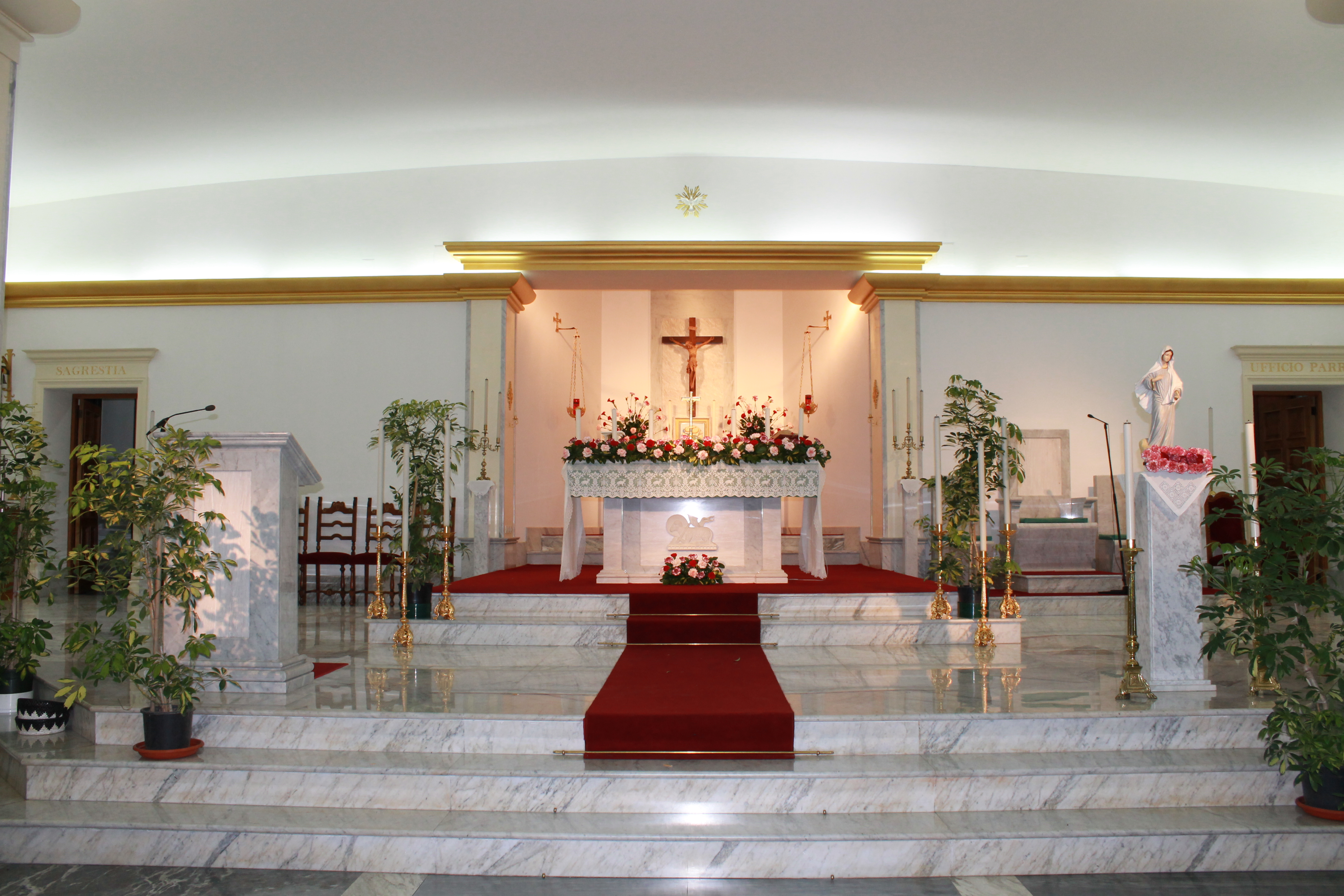
Presbiterio e altare maggiore della chiesa rinnovata.

Dall'11 agosto 2002 la comunità poté rientrare nella nuova chiesa, ottenuta con un rifacimento ex novo del tetto e dell'intera struttura interna del vecchio tempio; del vecchio edificio di culto restano solo i muri perimetrali ed il pavimento.
Il progetto e la direzione dei lavori di questa importante opera di ricostruzione, che si è potuta compiere grazie a 120 milioni di lire offerti dai fedeli e a 270 milioni di lire destinati alla parrocchia dall'8 per mille, furono realizzati dalla architetto Maria Lucia Floris, la quale sotto ispirazione del parroco progettò e curò anche la realizzazione dell'impianto di illuminazione, della nuova cappella del Santissimo Sacramento e dell'arredo dell'area presbiterale mediante progettazione e realizzazione dell'altare, dell'ambone e della sede, realizzati in marmo bianco di Carrara con inserti di marmo rosa di Portogallo.
La nuova chiesa parrocchiale fu consacrata solennemente da mons. Ottorino Pietro Alberti il 24 novembre 2002 e il 30 giugno 2003 fu consacrata la cappella del Santissimo Sacramento, dedicata al santo spagnolo Manuel González García, vescovo dei tabernacoli abbandonati.

Dal 2004 è presente l'adorazione eucaristica quotidiana.

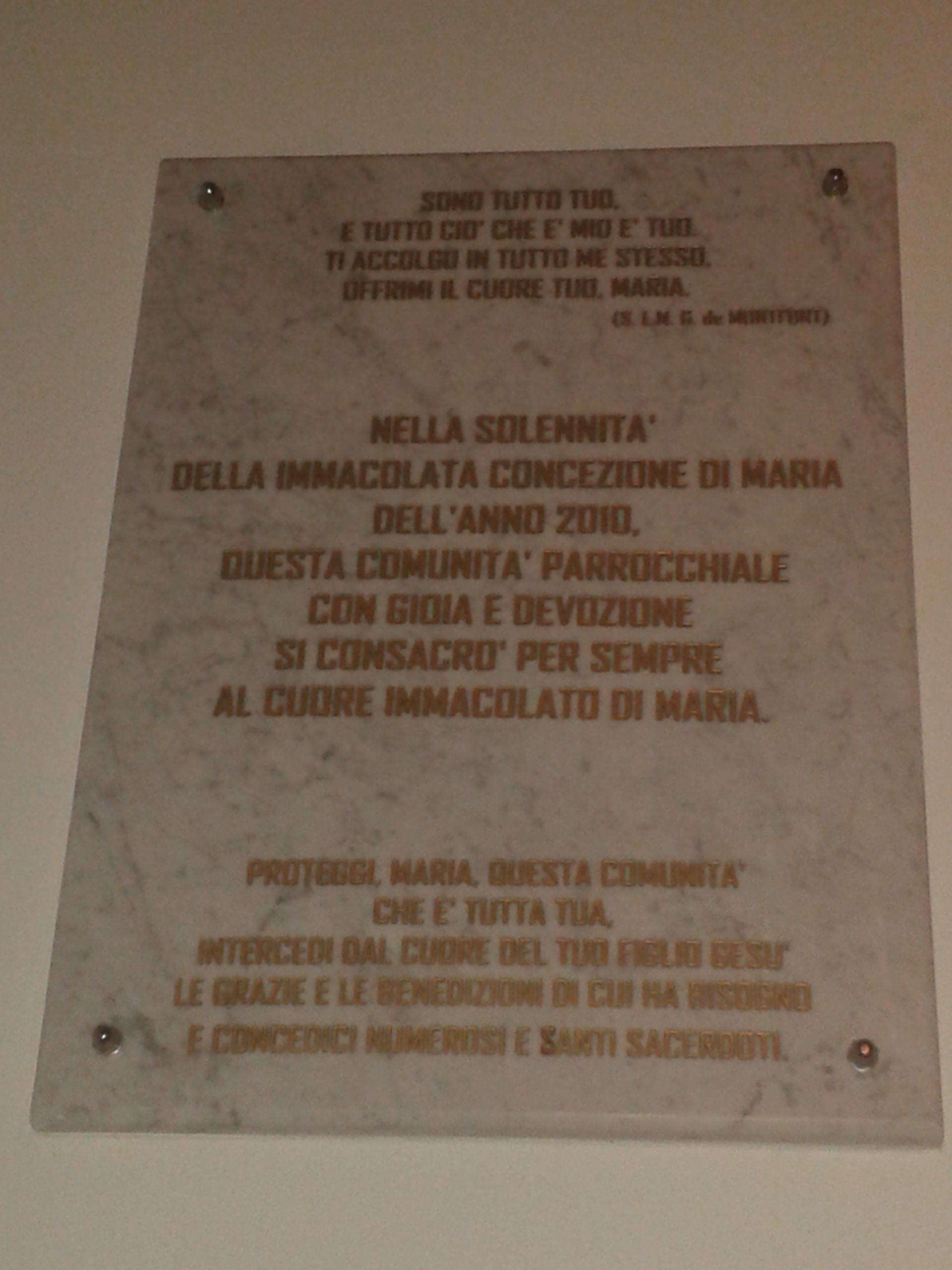
La targa che ricorda la consacrazione della parrocchia al Cuore Immacolato di Maria

L'8 dicembre 2010, in occasione della solennità dell'Immacolata Concezione, la parrocchia fu consacrata al Cuore Immacolato di Maria, alla presenza dell'allora arcivescovo di Cagliari, di mons. Tarcisio Pillolla vescovo emerito di Iglesias e di mons. Mosè Marcia, vescovo ausiliare di Cagliari, e di numerosi sacerdoti concelebranti.
In occasione della Settimana Santa del 2015 fu benedetta la statua di Gesù Nazareno, opera dello scultore sivigliano Adrian Lema Gomez. Dello stesso autore è la statua della Vergine Assunta dormiente, che, collocata in un artistico trono semovente totalmente costruito in parrocchia da volontari e dal parroco, fu benedetta da mons. Arrigo Miglio.
A partire dal 2020 è iniziata la costruzione del portale di ingresso che si affaccia sulla via Is Mirrionis, inaugurato il 25 giugno 2023 dall'arcivescovo di Cagliari Giuseppe Baturi, che ha concesso l'indulgenza parziale perpetua per tutti coloro che ne varcano la soglia.